# شمعي المنقار الأحمر الردف
شمعي المنقار الأحمر الردف (الاسم العلمي: Estrilda charmosyna) (بالإنجليزية: Red-rumped Waxbill)‏ هو نوع من الطيور يتبع جنس الشمعي المنقار من فصيلة شمعية المنقار.